# Melanchthonkirche (Frankfurt-Fechenheim)

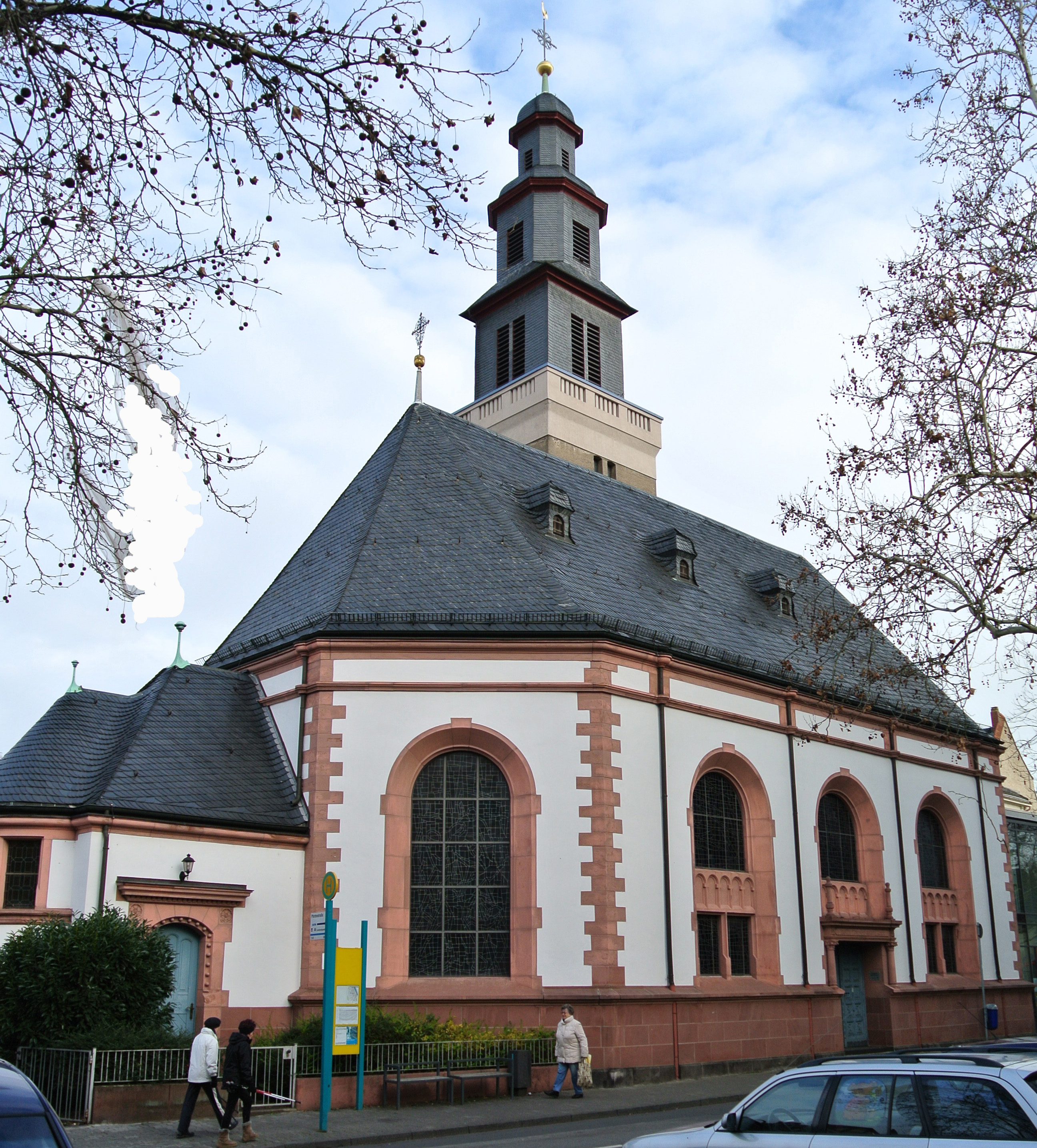
Melanchthonkirche von Westen

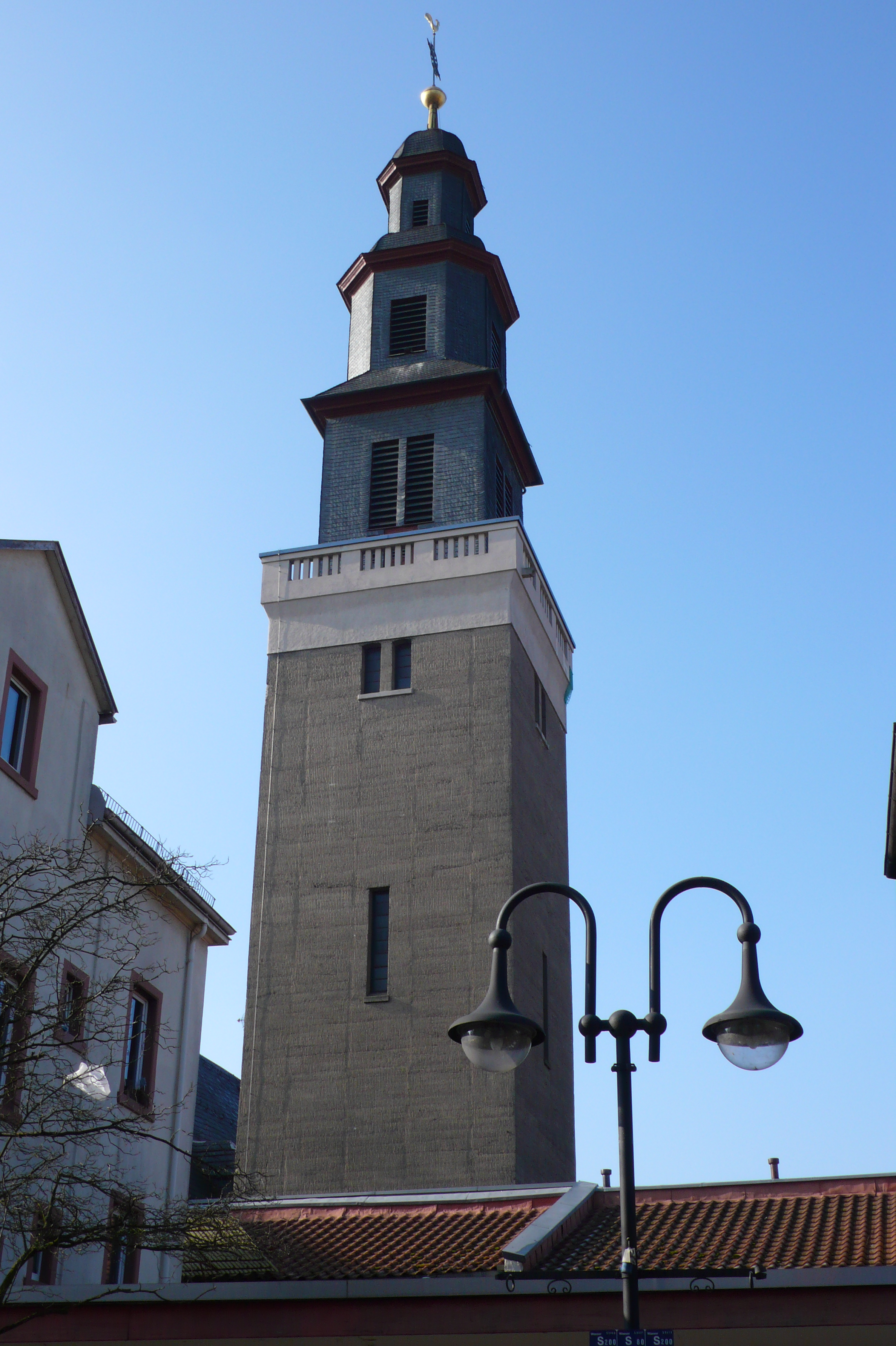
Turm von Nordosten

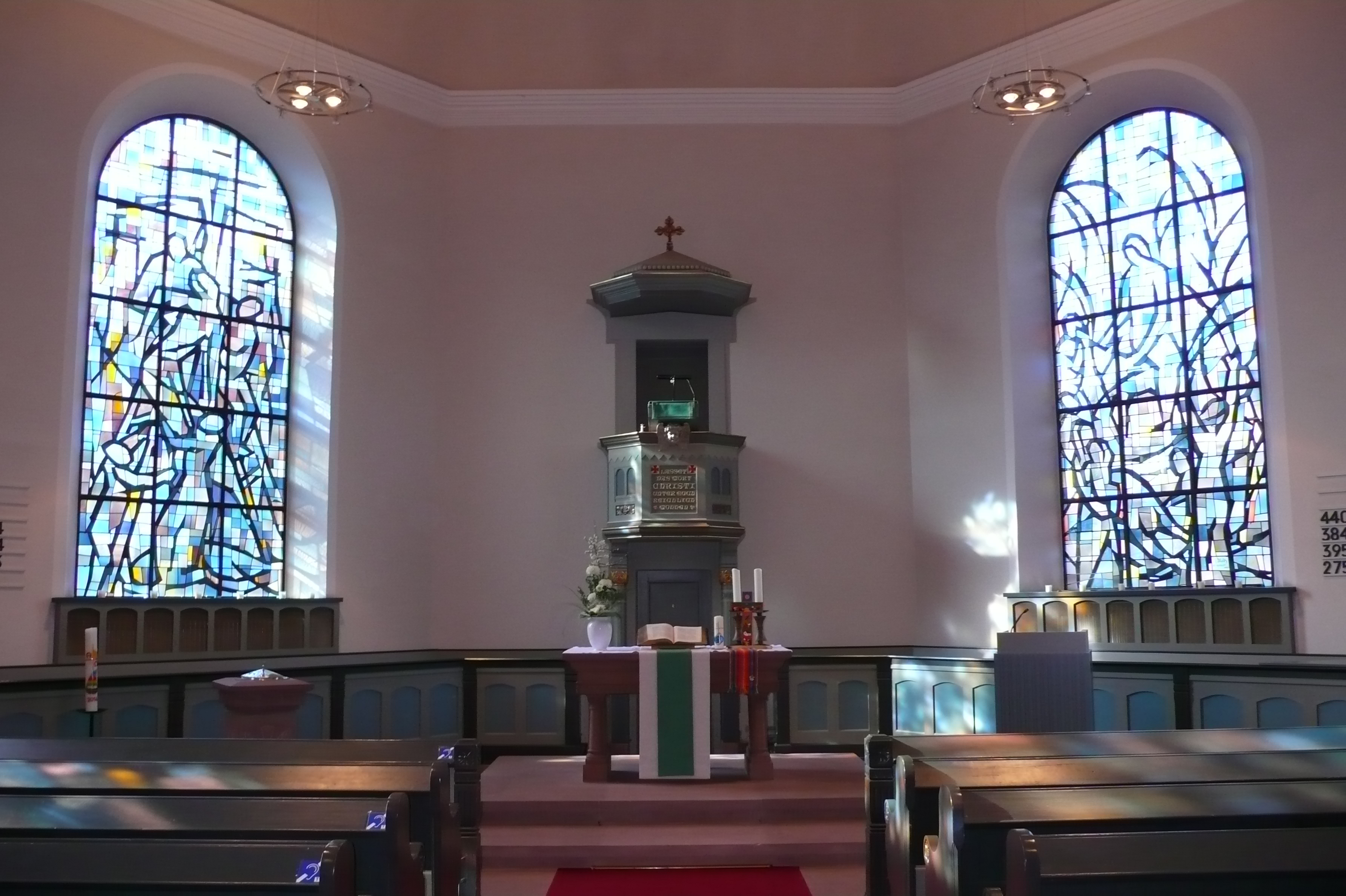
Altarraum

Die Melanchthonkirche ist eine evangelische Kirche in barockem Stil in Fechenheim, einem Stadtteil von Frankfurt am Main. Sie ist ein Kulturdenkmal aufgrund des Hessischen Denkmalschutzgesetzes. Benannt ist sie nach dem Reformator Philipp Melanchthon.

## Entstehung und Entwicklung

### Mittelalter
Die Fechenheimer Kirche gehörte im Mittelalter zum Frankfurter Bartholomäusstift. Politisch gehörte das Dorf aber zur Herrschaft Hanau, seit 1429: Grafschaft Hanau, und nach der Landesteilung von 1458 zur Grafschaft Hanau-Münzenberg.

### Frühe Neuzeit
Die Grafschaft Hanau-Münzenberg schloss sich ab den 1530er Jahren der Reformation an – zunächst in ihrer lutherischen Ausprägung. Der Prozess der Reformation verlief gleitend und wurde erst unter Philipp III. (1526–1561) abgeschlossen. Graf Philipp Ludwig II. (1576–1612) machte  dann 1597 von seinem Recht Gebrauch, die Konfession seines Territoriums nach dem Grundsatz „cuius regio, eius religio“ auf das reformierte (calvinistische) Bekenntnis festzulegen.
1642 starb das Haus Hanau-Münzenberg aus und Graf Friedrich Casimir aus der lutherischen Linie der Grafen von Hanau-Lichtenberg trat das Erbe an. Im Laufe seiner Regierungszeit und der seiner Nachfolger bildeten sich auch im Hanau-Münzenberger Landesteil wieder lutherische Gemeinden, die örtlich parallel und unabhängig von der reformierten Landeskirche der Grafschaft eine eigene, zweite Landeskirche bildeten, so auch in Fechenheim.

Als die mittelalterliche Kirche baufällig wurde, feierte die reformierte Gemeinde ihre Gottesdienste ab 1774 im Rathaus. Die Lutheraner bauten in den Jahren 1771 und 1772 die heutige Melanchthonkirche. 

Ab 1793 nutzten beiden Konfessionen gemeinsam die heutige Melanchthonkirche als Simultaneum. Dies war faktisch ein Vorgriff auf die Vereinigung der beiden Hanauer Landeskirchen, die 1817 erfolgte. 

### Neuzeit
Von 1901 bis 1904 wurde das Kirchengebäude umfassend renoviert. Die Fenster wurden vergrößert, eine Sakristei angebaut. 1928 bis 1930 wurde die Hauptfassade mit historisierenden Giebeln umgestaltet und ein neuer Glockenturm neben der Kirche errichtet. Er erhielt eine dreigestufte Haube, die zuvor als Dachreiter diente. Zwischen 1961 und 1966 wurden die vorgeblendeten Giebel entfernt und die Kirche erneut grundlegend renoviert.
Von 2001 bis 2003 baute die Gemeinde ein neues Gemeindehaus nach Plänen des Architekten Rolf Hempelt im Osten der Kirche an, in dem auch der neue Zugang zum Kircheninnenraum liegt.

## Architektur
Die barocke Hallenkirche liegt im Ortskern von Fechenheim in der Pfortenstraße. Die nach Westen ausgerichtete Kirche endet mit einem polygonalen Chor und der davor befindlichen Sakristei. Die Fassade zur Straße ist durch drei große Rundbogenfenster gegliedert. Im mittleren Feld unterhalb des Fensters befindet sich der ehemalige Eingang. Die Außenwände sind hell verputzt. Sockel, Fensterlaibungen, Ecksteine und Traufgesimse bestehen aus rotem Sandstein. Der Glockenturm nordöstlich des Kirchenschiffs wurde aus Stahlbeton hergestellt. Über dem quadratischen Turm erhebt sich der barocke Dachreiter mit Glockenstuhl.
Der Innenraum wird durch eine dreiseitige hölzerne Empore und die mittig angeordnete Kanzel gestaltet. Der Sandsteinaltar stammt von 1904. Die Buntglasfenster wurden 1961 nach einem Entwurf des Pariser Ateliers Pillods gefertigt. In dieser Zeit wurde auch der Taufstein aufgestellt.

## Orgel

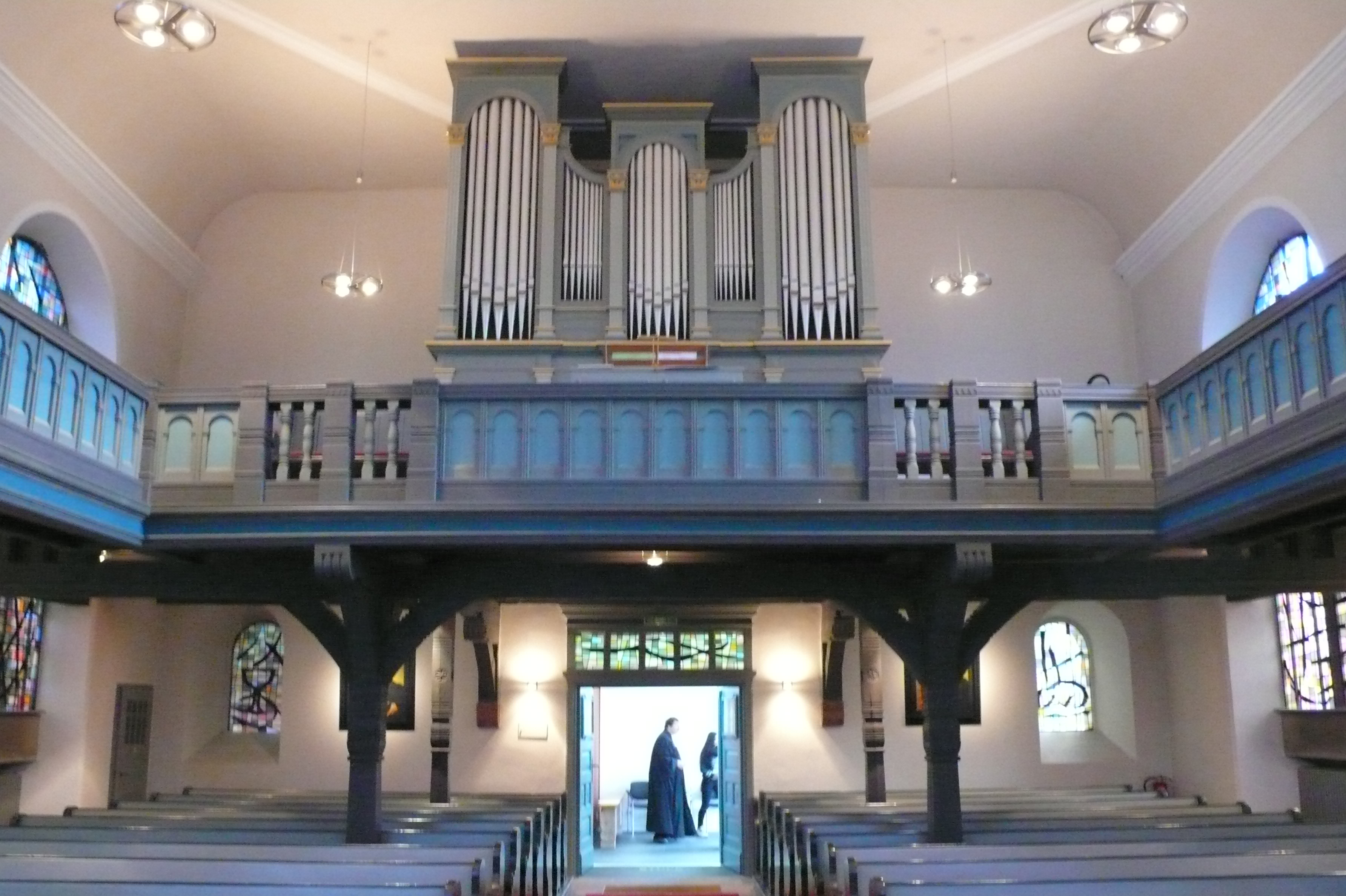
Orgel und Empore

Die Orgel von 1878 umfasst 21 Register und 2 Manuale. Das Instrument des Orgelbauers Ratzmann wurde 1963, 1968 und 1983 verändert und ergänzt.

## Glocken

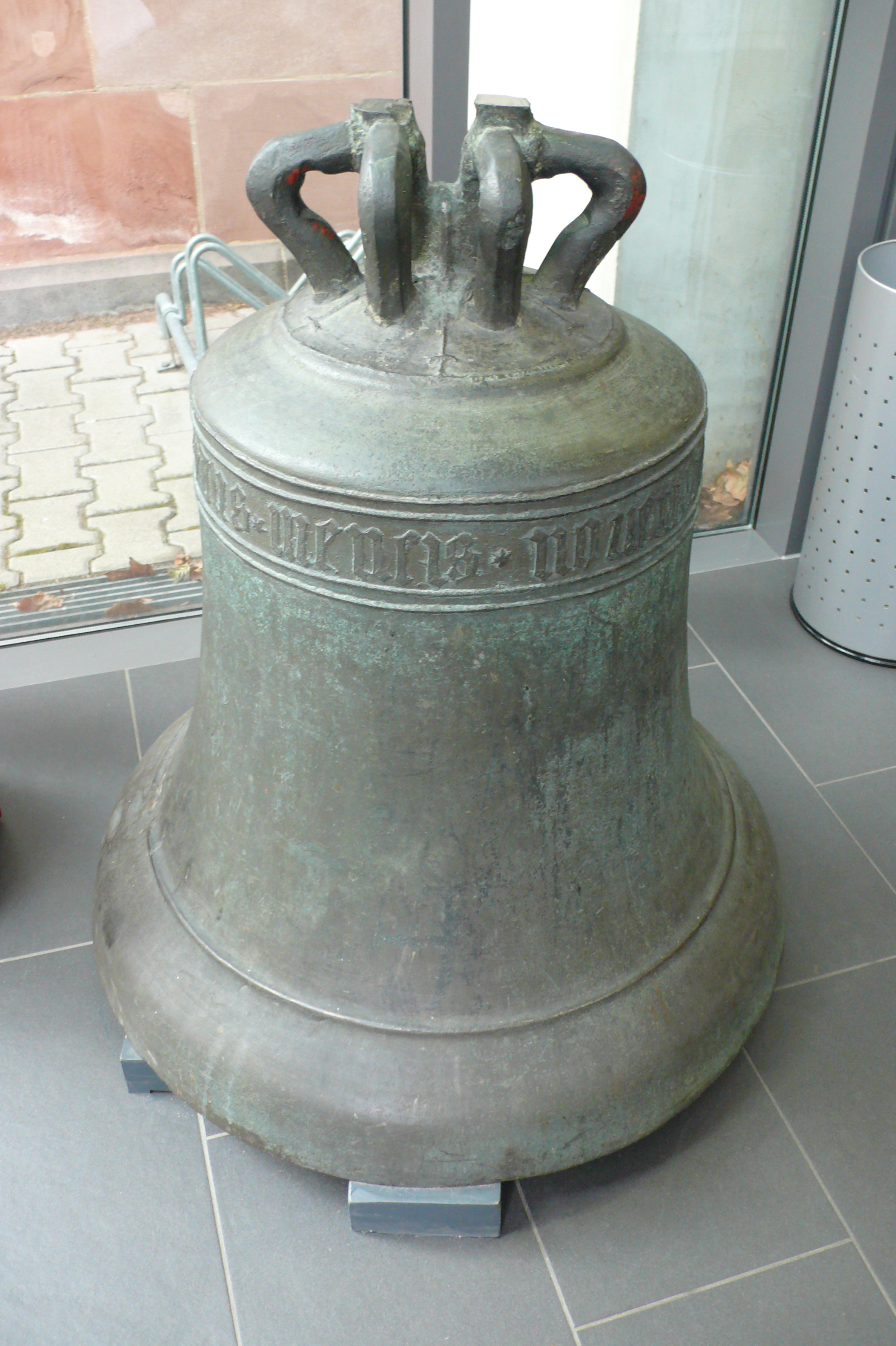
Glocke von 1390

Die Kirche verfügt über vier Glocken von der Glocken- und Kunstgießerei Rincker.
| Nr. | Nominal | Gewicht | Jahr |
| 1   | cis1    | 1753 kg | 1954 |
| 2   | e1      | 1152 kg | 1956 |
| 3   | fis1    | 850 kg  | 1959 |
| 4   | gis1    | 700 kg  | 1929 |

Eine mittelalterliche Glocke aus dem Jahr 1390, die sich bereits im Vorgängerbau der Melanchthonkirche befand, ist heute im Gemeindezentrum ausgestellt. Sie wiegt 450 kg und klingt in „b“. Die Inschrift lautet: „anno domini MCCCLXXXX – 10 ydus mencis novembris“.